# Poupée de chiffon mexicaine

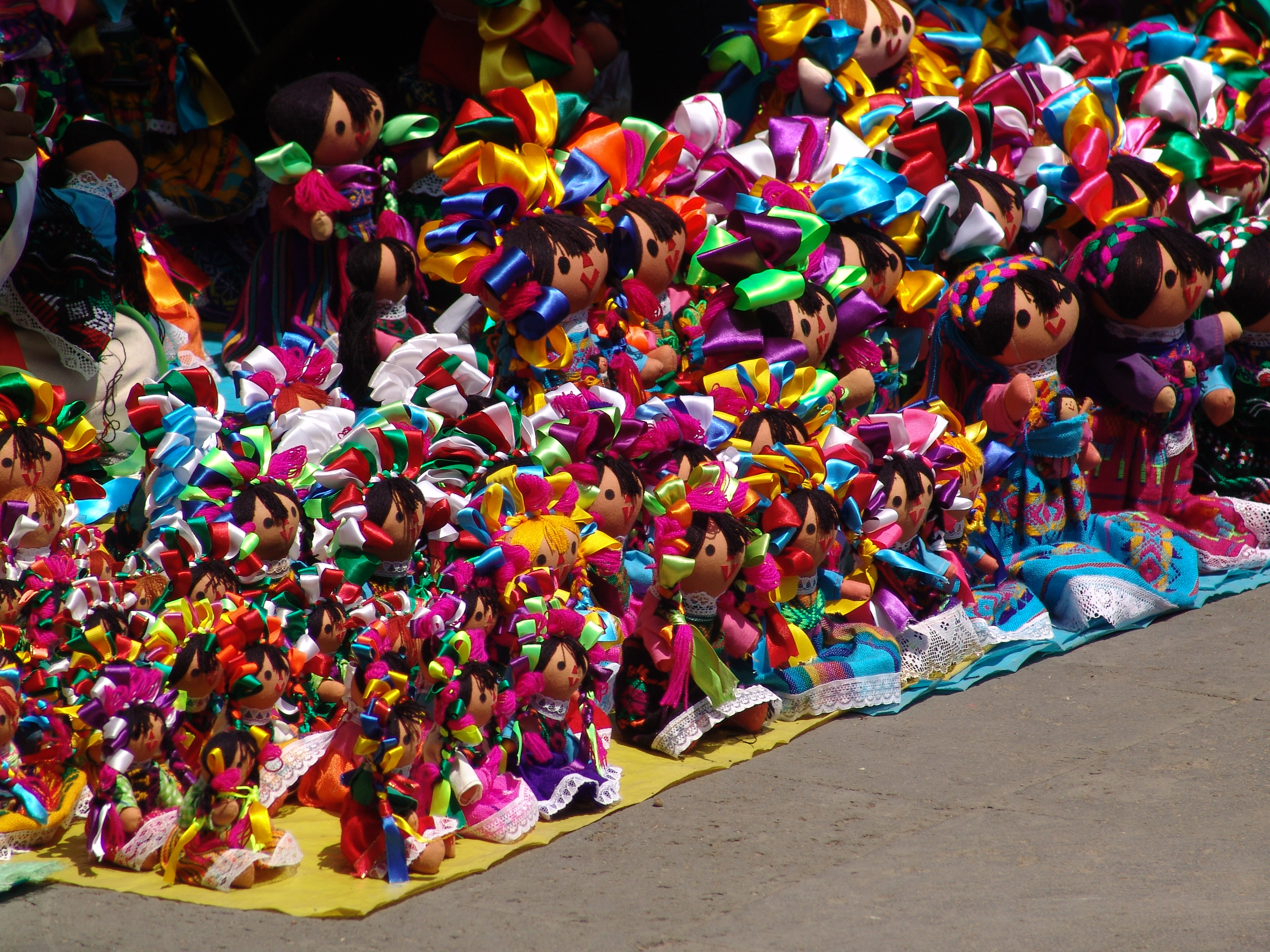
Rangées de « Marias » à vendre à San Ángel, dans la ville de Mexico.

Les poupées de chiffon mexicaines les plus connues sont celles dont l'origine se trouve probablement dans le sud de l'État central de Querétaro, appelées « Marias » mais plus communément appelées simplement « poupées de chiffon » (muñecas de trapo). Le Mexique a une longue histoire de fabrication de poupées de chiffon, mais celles qui sont connues dans le pays pour leur apparence nationale, en particulier dans les lieux touristiques, ne remontent peut-être qu'aux années 1970, dans le cadre d'un projet visant à améliorer les revenus des femmes Otomi dans la municipalité d'Amealco de Bonfil (en). Bien qu'Amealco soit fortement liée à ces poupées, leur fabrication n'est pas limitée et s'est répandue dans divers états, avec quelques variations dans la robe et l'apparence, mais toujours avec des visages larges et des cheveux généreusement tissés avec des rubans.

## Importance
Divers types de poupées de chiffon sont fabriqués, mais les plus courantes ont des visages souriants, des vêtements indigènes et des cheveux tressés avec des rubans. On les a appelées « Marias », mais on les appelle plus souvent simplement « poupées de chiffon » (muñecas de trapo). D'une taille allant de trois à quarante-cinq centimètres et parfois plus, les poupées peuvent être trouvées pour la vente à peu près n'importe où au Mexique, en particulier dans les lieux touristiques. Pour cette raison, elles deviennent un symbole du Mexique pour les étrangers et sont expédiés à l'extérieur du pays, principalement aux États-Unis, au Canada et en Amérique du Sud.

## Histoire

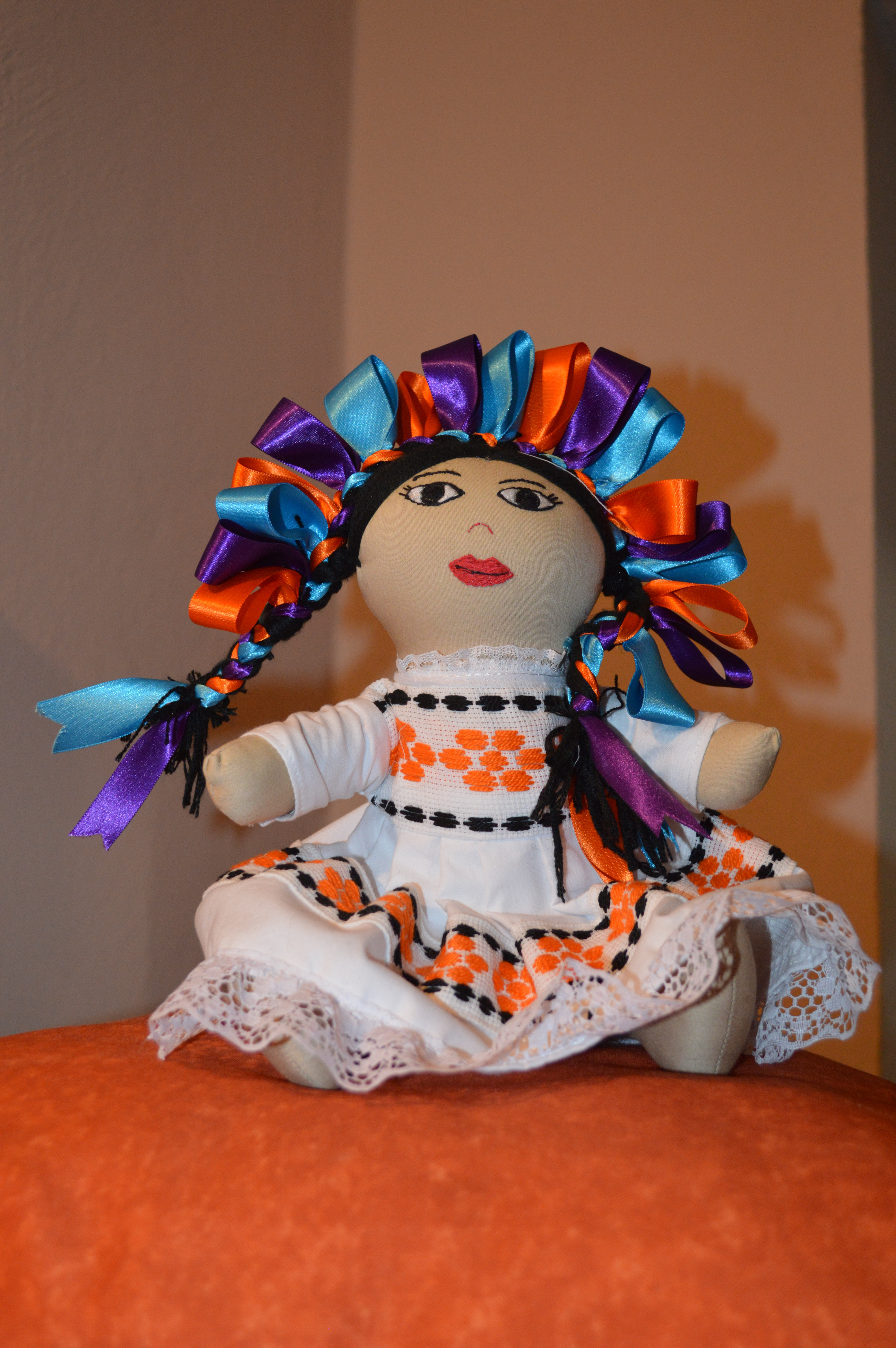
Une version complètement piquée à la main de la poupée.

Les poupées en chiffon de différents types ont une longue histoire au Mexique, surtout depuis l'époque coloniale. La fabrication de poupées à partir de vieux morceaux de vêtements est encore courante parmi les populations indigènes du Mexique, souvent à partir de vêtements portés par certains membres de la famille, et fabriqués par la mère ou la grand-mère. Cependant, les poupées « Maria » sont probablement originaires du sud de Querétaro, en particulier de la municipalité d'Amealco de Bonfil (en), une région très peuplée d'Otomis (Ñhañhü),. Selon les autorités de l'État de Querétaro, les Marias sont originaires des communautés de Santiago Mexquititlan et San Ildefonso Tultepec dans la municipalité d'Amealco. Elles ne remontent peut-être qu'aux années 1970, lorsque Guadalupe Rivera, fille du muraliste Diego Rivera, lance un programme destiné à aider l'économie locale, en particulier celle des femmes locales, qui sont limitées à vendre des bonbons dans les rues des villes. Elle enseigne à la population locale son style de fabrication de poupées en chiffon, qui comprend à l'origine l'utilisation de boutons pour que les poupées aient des bras et des jambes mobiles, mais depuis lors, le design est modifié à la version actuelle. Cependant, le peuple mazahua (en) de l'État voisin de Michoacán revendique également les poupées. La robe des poupées est similaire à celle des Mazahua et des Otomi de cette région. La popularité des poupées est apparue à peu près à la même époque que celle d'une personnalité du cinéma appelée La India María (en), dont la robe est semblable à celle des Mazahua et enlève une partie des stigmates d'un look autochtone.

## Les poupées et Amealco
Les poupées sont fortement liées à Amealco, où soixante-dix pour cent de la population indigène, soit environ 3 000 personnes, se consacrent à leur fabrication et à celle d'un autre type de poupées en chiffon, qui représente au moins une partie de leurs revenus,,. Beaucoup sont autodidactes ou apprennent par des amis ou des membres de leur famille. Amealco possède le premier musée au Mexique consacré exclusivement aux poupées artisanales traditionnelles, situé dans le centre-ville dans un bâtiment du XIXe siècle. La ville accueille également le « Festival de la Muñeca Artesanal » (Festival de la poupée artisanale), qui a lieu chaque année en novembre. La ville organise maintenant un concours national annuel de poupées fabriquées à la main.
Cependant, la fabrication des poupées ne se limite pas à Amealco. En raison de leur popularité, leur fabrication artisanale ou plus industrielle s'étend à d'autres parties de Querétaro, à Guanajuato (surtout parmi les populations Otomi) et ensuite dans d'autres états. Cette expansion conduit à des variations dans la robe de la poupée et parfois l'apparence, comme le teint de la peau,.

## Authenticité
Les poupées les plus authentiques sont fabriquées à la main et/ou à la machine à coudre dans les maisons ou les petits ateliers, le plus souvent par des femmes mais parfois aussi par des hommes et des enfants,. La plupart des matériaux sont fabriqués commercialement, comme le tissu et les boutons, mais le rembourrage le plus traditionnel est une fibre locale appelée « guata ». Bien que la version ornée d'un ruban avec la face large soit de loin la plus populaire, d'autres variantes apparaissent comme les poupées représentant Frida Kahlo et celles réalisées avec des matériaux plus écologiques,. En 2014, l'État de Querétaro dépose une demande d'appellation d'origine pour que les poupées authentiques ne soient que celles fabriquées dans le sud de Querétaro, mais cela est refusé, principalement parce que les poupées sont surtout fabriquées avec des matériaux non locaux,,.